# Valeseguya rieki
Valeseguya rieki är en tvåvingeart som beskrevs av Donald Henry Colless 1990. Valeseguya rieki ingår i släktet Valeseguya och familjen Valeseguyidae. Inga underarter finns listade i Catalogue of Life.